# Cabannes (cratère)
Pour les articles homonymes, voir Cabannes.
Cabannes est un cratère lunaire situé sur la face cachée de la Lune.

## Description et historique
Les bords du cratère ont été déformés par des impacts ultérieurs. Un petit cratère dénommé Berlage est nettement visible sur le bord du cratère Cabannes. Juste à l'est se trouve le cratère Bellinsgauzen.
En 1970, l'Union astronomique internationale lui a attribué le nom de Cabannes en l'honneur du physicien français Jean Cabannes, spécialiste en optique.
Par convention, les cratères satellites sont identifiés sur les cartes lunaires en plaçant la lettre sur le côté du point central du cratère qui est le plus proche de Cabannes.
| Cabannes | Latitude | Longitude | Diamètre |
| -------- | -------- | --------- | -------- |
| J        | 62,2° S  | 167,2° W  | 34 km    |
| M        | 64,2° S  | 170,2° W  | 48 km    |
| Q        | 63,3° S  | 174,5° W  | 49 km    |